# Anvil
Anvil — гральний рушій, створений студією Ubisoft Montreal, дочірньою компанією видавця Ubisoft. «Anvil» вважається комерційним пропрієтарним кросплатформним гральним рушієм, розробленим для використання на персональному комп'ютері (Microsoft Windows і Mac OS X) та на гральних консолях PlayStation 4, PlayStation 3, PlayStation 2, PlayStation Portable, Xbox One, Xbox 360, Nintendo DS і Wii. 
Спеціально розроблений для відеогри Assassin's Creed, в якій вперше і був застосований. Використовувався також для таких ігор, як: Prince of Persia та Shaun White Snowboarding. Для розробки сиквелу, Assassin's Creed II, рушій був значно допрацьований й додав безліч нових функцій: зміна дня та ночі, поліпшення штучного інтелекту тощо.

## Ігри, що використовують Anvil
| Гральний рушій | Назва гри                             | Рік випуску |
| -------------- | ------------------------------------- | ----------- |
| Scimitar       | Assassin's Creed                      | 2007        |
| Scimitar       | Prince of Persia                      | 2008        |
| Scimitar       | Shaun White Snowboarding              | 2008        |
| Anvil          | Assassin's Creed II                   | 2009        |
| Anvil          | Prince of Persia: The Forgotten Sands | 2010        |
| Anvil          | Assassin's Creed: Brotherhood         | 2010        |
| Anvil          | Assassin's Creed: Revelations         | 2011        |
| AnvilNext      | Assassin's Creed III                  | 2012        |
| AnvilNext      | Assassin's Creed III: Liberation      | 2012        |
| AnvilNext      | Assassin's Creed IV: Black Flag       | 2013        |
| AnvilNext      | Assassin's Creed Rogue                | 2014        |
| AnvilNext 2.0  | Assassin's Creed Unity                | 2014        |
| AnvilNext 2.0  | Assassin's Creed Syndicate            | 2015        |
| AnvilNext 2.0  | Tom Clancy's Rainbow Six Siege        | 2015        |
| AnvilNext 2.0  | Steep                                 | 2016        |
| AnvilNext 2.0  | For Honor                             | 2017        |
| AnvilNext 2.0  | Tom Clancy's Ghost Recon Wildlands    | 2017        |
| AnvilNext 2.0  | Assassin's Creed Origins              | 2017        |
| AnvilNext 2.0  | Assassin’s Creed Odyssey              | 2018        |
| AnvilNext 2.0  | Tom Clancy's Ghost Recon Breakpoint   | 2019        |
| AnvilNext 2.0  | Assassin's Creed Valhalla             | 2020        |